# The Foreign Exchange
The Foreign Exchange sono un gruppo R&B composto dal rapper statunitense Phonte e dal produttore olandese Nicolay.
Nel 2002 Phonte ascolta una base di Nicolay sul sito internet okayplayer.com e lo contatta per cantarci sopra: da quel momento, tra i due inizia una collaborazione esclusivamente tramite e-mail e messaggistica che porta il produttore a creare dei beats direttamente dai Paesi Bassi e Phonte a inviare le tracce indietro fino al completamento del primo album, Connected (2004), che esce senza che i due si siano mai incontrati. Pitchfork e la rivista Fact inseriscono l'album nelle proprie liste tra i migliori prodotti dell'anno.
Nel 2008 è pubblicato il secondo album del duo, Leave It All Behind, candidato a un premio Grammy nel 2010 come miglior performance urban/alternative per la traccia Daykeeper.

## Discografia
Album in studio
- 2004 – Connected
- 2008 – Leave It All Behind
- 2010 – Authenticity
- 2013 – Love in Flying Colors
- 2015 – Tales from the Land of Milk and Honey